# Epicladonia simplex
Epicladonia simplex är en lavart som beskrevs av D. Hawksw. 1981. Epicladonia simplex ingår i släktet Epicladonia, divisionen sporsäcksvampar och riket svampar.  Arten är reproducerande i Sverige. Inga underarter finns listade i Catalogue of Life.